# Edith Dobesberger
Edith Dobesberger (* 9. September 1925 in Attnang-Puchheim; † 6. Jänner 2002 in Linz) war eine österreichische Politikerin (SPÖ) und Lehrerin. Dobesberger war Abgeordnete zum Oberösterreichischen Landtag und von 1971 bis 1986 Abgeordnete zum Nationalrat. 
Dobesberger absolvierte die Pflichtschule in Attnang-Puchheim und besuchte danach die Lehrerbildungsanstalt in Linz, an der sie die Hauptschullehrerprüfung für Mathematik, Naturgeschichte, Physik und Chemie ablegte. Sie war in der Folge als Lehrerin in den Bezirken Braunau, Vöcklabruck und Linz tätig, wobei sie ab 1948 als Hauptschullehrerin beschäftigt war. Daneben engagierte sich Dobesberger als Mitglied der Sozialistischen Jugend und wirkte zwischen 1955 und 1959 als Gemeinderätin in Attnang-Puchheim. Des Weiteren vertrat sie die SPÖ zwischen 1955 und 1961 im Oberösterreichischen Landtag und war vom 4. November 1971 bis zum 16. Dezember 1986 Abgeordnete zum Nationalrat. Dobesberger engagierte sich in ihrer Arbeit insbesondere im Bereich Jugend und Frauen und setzte sich des Weiteren für die Menschen der Dritten Welt, insbesondere in der Region Westsahara, ein.